# Domžalski dom na Mali planini
Domžalski dom na Mali planini (1534 m) je planinska koča, ki stoji na vzhodnem pobočju Velike planine v Kamniško-Savinjskih Alpah.
Dom je zgradilo PD Domžale, ki ga tudi upravlja. Dokončan je bil leta 1953. Do danes so ga večkrat obnovili in povečali. Odprt je vse leto. Dom ima kuhinjo, prostorno jedilnico, centralno ogrevanje, tekočo vodo, kopalnico in sanitarije. V štirinajstih sobah za goste je 58 postelj, na skupnem ležišču pa je prostora za 18 oseb. Od doma se odpira razgled v Ljubljansko kotlino, Notranjsko hribovje, Dolenjsko ter na del Julijskih in Kamniško-Savinjskih Alp.

## Lega
Dom stoji na južnem delu Velike planine nad nekoliko nižjo planoto na kateri stojijo koče planšarskega naselja imenovanega Mala planina.

## Dostopi
Do doma vodi več markiranih poti:
- 1¼ h: od zgornje postaje nihalke iz doline Kamniške Bistrice čez Zeleni rob do Domžalskeda doma,
- 2½ h: od Jurčka v Krivčovem na Podkrajnika in Gojško planino
- 3h: iz Stahovice mimo sv. Primoža,
- 3½ h: od Doma v Kamniški Bistrici čez Kopišč in planino Dol
- 4h: od Kocbekovega doma na Korošici,
- 5 h: od Doma v Kamniški Bistrici na Presedljaj in planino Dol,
- 6 h: iz Luč skozi Lučko Belo prelaz Prag in planino Dol.

## Prehodi
- 5 min.: do Črnuškega doma na Mali planini